# Păcureți, Prahova
Păcureți (în trecut, Izești sau Păcureți-Izești) este satul de reședință al comunei cu același nume din județul Prahova, Muntenia, România. Numele actual provine de la zăcămintele de păcură descoperite și exploatate de localnicii satului denumit anterior Izești.

## Personalități
- Dumitru Balalia (1911 - 1993), demnitar comunist